# Sophronica intricata
Sophronica intricata är en skalbaggsart som beskrevs av Aurivillius 1928. Sophronica intricata ingår i släktet Sophronica och familjen långhorningar. Inga underarter finns listade i Catalogue of Life.